# Heidi Krohn

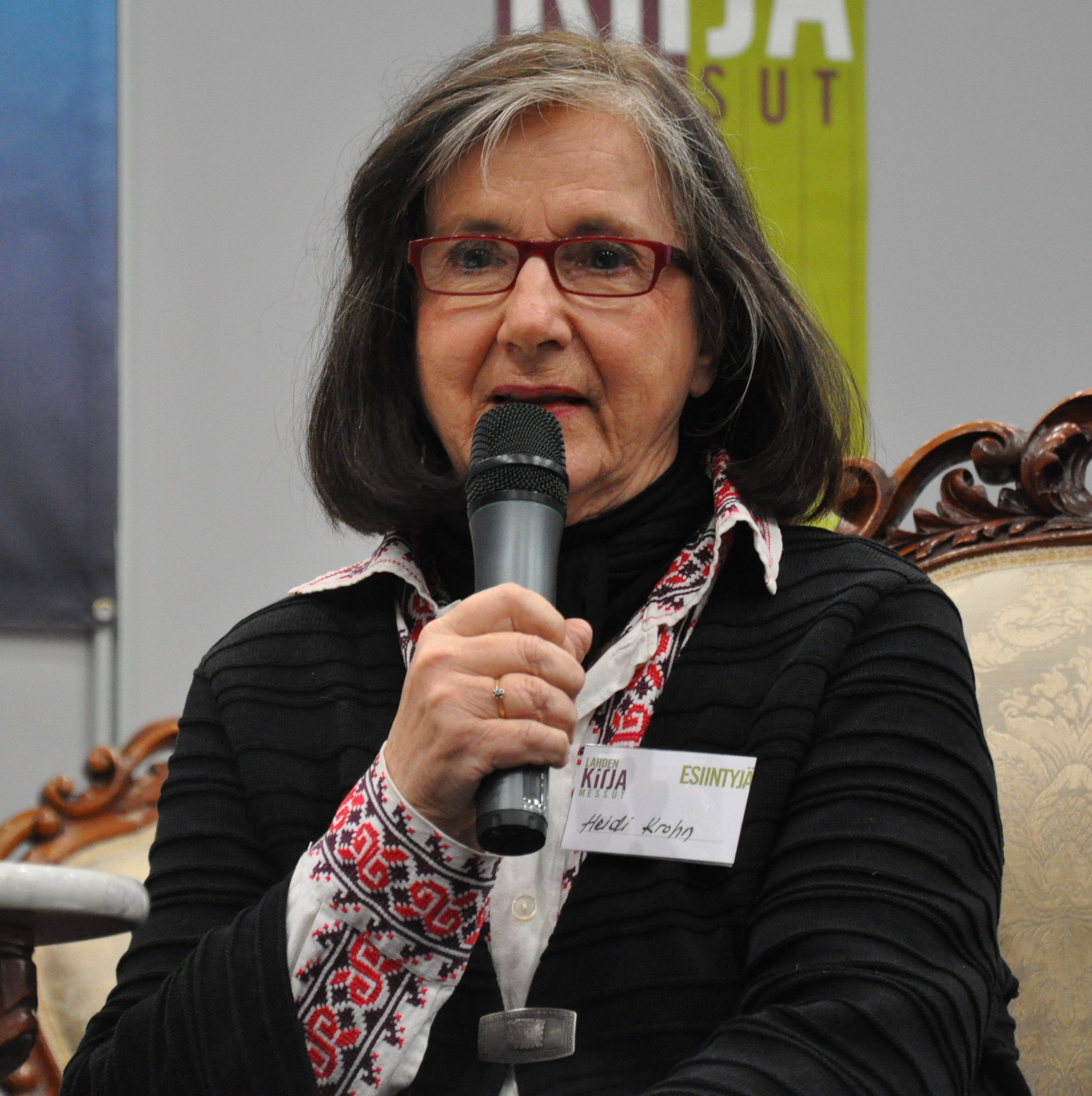
Heidi Krohn (2009)

Heidi Silja Krohn (* 17. August 1934 in Helsinki) ist eine finnische Schauspielerin.

## Leben
Heidi Krohn ist die Tochter des Literaturprofessors Eino Krohn und der Schauspielerin Kerttu Krohn. Ihre jüngere Schwester ist die Schriftstellerin Tiina Krohn und ihr älterer Halbbruder war der Schriftsteller Aarni Krohn. Ihr Cousin ist der Medizinprofessor Kai Krohn und ihre Cousine die Schriftstellerin Leena Krohn. Von 1971 bis 1981 war sie mit dem Schauspieler Esko Salminen verheiratet. Beide haben zwei gemeinsame Kinder, wovon einer der Schauspieler Kristo Salminen ist. Zwei Töchter hat sie aus einer früheren Beziehung mit dem Schauspieler Stig Fransman, darunter die Schauspielerin Sanna Fransman.
Ihr Leinwanddebüt gab Krohn mit der 1954 veröffentlichten und von Sakari Jurkka inszenierten Liebeskomödie Leena, in der sie an der Seite von Matti Oravisto und Aku Korhonen die Hauptrolle der titelgebenden Leena spielte. Diese Hauptrolle übernahm sie noch während ihres Schauspielstudiums an der Theaterakademie Helsinki. Mit über 69 Film- und Fernsehprojekten war sie bis 2018 in Filmen wie Unschuld im Doppelbett, Ein unbekannter Freund und Mich laust der Affe zu sehen.

## Filmografie
- 1954: Leena
- 1957: Herr Kriegsminister (Herra Sotaministeri)
- 1963: Unschuld im Doppelbett (Turkasen tenava)
- 1978: Ein unbekannter Freund (Tuntematon ystävä)
- 1983: Mich laust der Affe (Apinan vuosi)
- 2014: Black Widows – Rache auf Finnisch (Mustat lesket, Fernsehserie, vier Folgen)